# Sectra

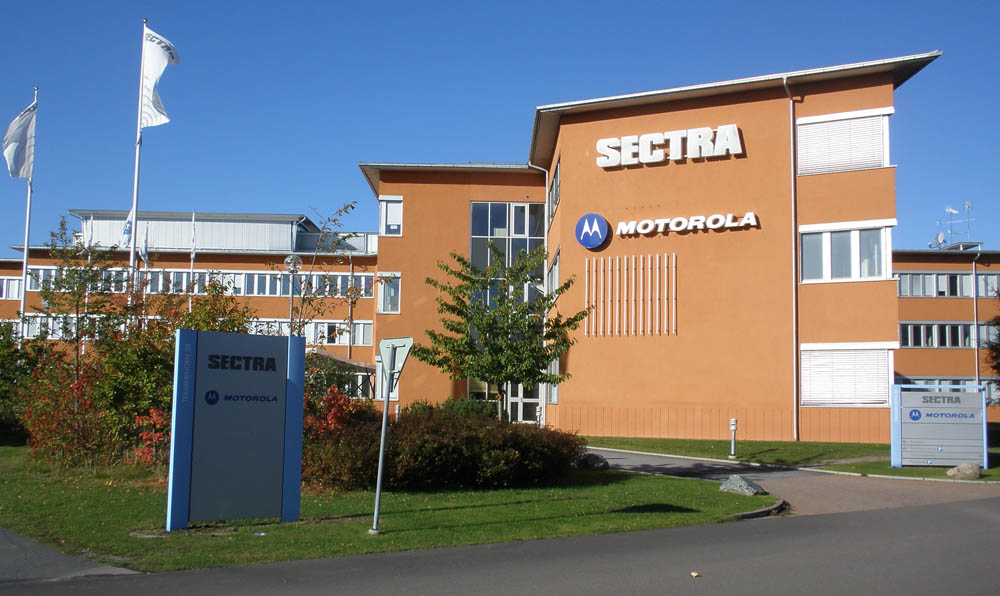
På Teknikringen 20 i Mjärdevi Science Park i Linköping har Sectra sitt huvudkontor.

Sectra AB är ett svenskt företag som är verksamt inom medicinsk teknik, främst inom medicinsk bildhantering såsom radiologi och patologi, samt cybersäkerhet och avlyssningssäker kommunikation. I dag dominerar den medicinska tekniken och inom denna har Sectra tre större lokalkontor i Sverige (Linköping, Örebro och Stockholm) och flera utländska dotterbolag (i USA, Kanada, Nederländerna, Frankrike, Tyskland, Spanien, Portugal, Danmark, Finland, Storbritannien, Australien och Nya Zeeland). Huvudkontoret är placerat i Linköping. Verksamhetsåret 2021/2022 omsatte Sectra 1 949 MSEK och redovisade ett resultat på 383 MSEK. Man hade över tusen anställda.
Sectra har vuxit från forskning vid Linköpings universitet. Det grundades 1978 och är sedan 1999 noterat på Stockholmsbörsen.